# CEV Challenge Cup (muškarci)
CEV Volleyball Challenge Cup - Men je treće po snazi europsko klupsko odbojkaško natjecanje. Organizira ga Europska odbojkaška federacija (CEV). 

Natjecanje je osnovano 1980. godine kao CEV Cup (Kup CEV), a od 2007. godine nosi naziv Challenge Cup, dok je dotadašnji Top Teams Cup postao CEV Cup.

## Pobjednici i finalisti
| sezona        | pobjednik                                   | finalist                                 |
| CEV Cup       | CEV Cup                                     | CEV Cup                                  |
| ------------- | ------------------------------------------- | ---------------------------------------- |
| 1980./81.     | AS Cannes                                   | Amaro Piu Loreto                         |
| 1981./82.     | Starlift Voorburg                           | Toseroni AS Roma (Rim)                   |
| 1982./83.     | Panini Modena                               | Ubbink/Orion Doetinchem                  |
| 1983./84.     | Panini Modena                               | Casio Gonzaga Milano                     |
| 1984./85.     | Panini Modena                               | Partizan Beograd                         |
| 1985./86.     | Kutiba Falconara                            | Bosna Sarajevo                           |
| 1986./87.     | Ener-Mix Milano                             | Santal Parma                             |
| 1987./88.     | Avtomobilist (Lenjingrad / Sankt Peterburg) | Ciesse Petrarca Padova                   |
| 1988./89.     | Avtomobilist (Lenjingrad / Sankt Peterburg) | Ciesse Petrarca Padova                   |
| 1989./90.     | Moerser SC                                  | Partizan Beograd                         |
| 1990./91.     | Sisley Treviso                              | Radiotechnik Riga                        |
| 1991./92.     | Maxicono Parma                              | Petrarca Padova                          |
| 1992./93.     | Sisley Treviso                              | Petrarca Padova                          |
| 1993./94.     | Petrarca Padova                             | Samotlar Nižnjevartovsk                  |
| 1994./95.     | Pallavolo Parma                             | AVC Orestiada                            |
| 1995./96.     | Alpitur Cuneo                               | Edilcughi Ravenna                        |
| 1996./97.     | Porto Ravenna                               | Netaş Istanbul                           |
| 1997./98.     | Sisley Treviso                              | Knack Roeselare                          |
| 1998./99.     | Palermo Volley                              | Knack Roeselare                          |
| 1999./00.     | Roma Volley (Rim)                           | Casa Modena Unibon                       |
| 2000./01.     | Lube Banca Macerata                         | Casa Modena Unibon                       |
| 2001./02.     | Noicom Cuneo                                | Lokomotiv Belgorod                       |
| 2002./03.     | Sisley Treviso                              | Lube Macerata                            |
| 2003./04.     | Kerakoll Modena                             | Coprasystel Piacenza                     |
| 2004./05.     | Lube Macerata                               | Son Amar Palma de Mallorca               |
| 2005./06.     | Lube Macerata                               | Iskra Odintsovo                          |
| 2006./07.     | Fakel Novji Urengoj                         | Copra Piacenza                           |
| Challenge Cup |                                             |                                          |
| 2007./08.     | Pallavolo Modena                            | Lokomotiv-Izumrud Jekaterinburg          |
| 2008./09.     | Arkas Izmir                                 | Jastrzebski Wegiel SA (Jastrzębie-Zdrój) |
| 2009./10.     | RPA-Luigibacchi.it Perugia                  | Mladost Zagreb                           |
| 2010./11.     | Lube Banca Marche Macerata                  | Arkas Izmir                              |
| 2011./12.     | Tytan AZS Częstochowa                       | AZS Politechnika Warszawska (Varšava)    |
| 2012./13.     | Copra Elior Piacenza                        | Ural Ufa                                 |
| 2013./14.     | Fenerbahçe Grundig Istanbul                 | Andreoli Latina                          |
| 2014./15.     | Vojvodina Novi Sad                          | Sport Lisboa e Benfica                   |
| 2015./16.     | Blu Volley Verona                           | Fakel Novji Urengoj                      |
| 2016./17.     | Fakel Novji Urengoj                         | Chaumont Volley-ball 52                  |

## Poveznice i izvori
- stranica natjecanja
- cev.lu, arhiva Challenge Cup / CEV Cup  Arhivirana inačica izvorne stranice od 14. kolovoza 2014. (Wayback Machine)
- pobjednici europskih klupskih natjecanja u odbojci do 2011., wayback arhiva
- todor66.com, arhiva Challenge Cup / CEV Cup
- Liga prvaka
- Kup CEV